# سفارة أنغولا في السويد
سفارة أنغولا في السويد هي أرفع تمثيل دبلوماسي لدولة أنغولا لدى السويد. تقع السفارة في ستوكهولم وهي تهدف لتعزيز المصالح الأنغولية في السويد.

## وصلات خارجية
- قائمة سفارات أنغولا
- قائمة السفارات في السويد